# NGC 2640
NGC 2640 este o galaxie lenticulară situată în constelația Carena. A fost descoperită în 26 februarie 1835 de către John Herschel.